# Фаерберг, Мордехай Зеев
Мордехай Зеев Фаерберг (в записи о рождении Мордко-Вольф Шимонович Фаербарг; 8 сентября 1874, Новоград-Волынский, Волынская губерния — 18 февраля 1899, там же) — еврейский писатель. Один из пионеров современной литературы на иврите. Создатель жанра лирической повести в новой литературе на иврите.

## Биография
Родился 8 сентября (по старому стилю) 1874 года в хасидской семье: отец, новоград-волынский мещанин Шимон Шлёмович Фаербарг, был резником; мать — Малка Мордко-Вольковна Фаербарг. Получил традиционное воспитание. В результате конфликта был изгнан семьёй и общиной.
Участвовал в еврейской общественной жизни и, увлекшись национальной идеей, организовал в своем городе сионистские кружки, совершал агитационные поездки в Житомир и Корец.
Умер в 24-летнем возрасте от чахотки горла.

## Творчество
Литературным творчеством начал заниматься в 1896 году, когда, приехав в Варшаву, он показал свои стихи и рассказы Нахуму Соколову, редактору «Ха-Цфира» («Сирена»), который посоветовал начинающему литератору писать только прозу. Через год в этом же журнале была опубликована первая повесть Файерберга из жизни кантонистов «Яков-сторож»; затем, уже в журнале «Ха-Шиллоах», появились пять других рассказов, повестей и очерки «Письма из Волыни», в том числе «Вечером» («Ба-‘эрев»; 1898).
Его творчество, целиком посвященное изображению трагического конфликта между приверженцами традиционного образа жизни и сторонниками перемен, оказало влияние на Х. Н. Бялика.
Основная тема произведений Файерберга — личные судьбы, символизирующие еврейский образ жизни в целом. Основной художественный прием — исповедь героя. Литературный опыт Фаерберга отразился в творчестве М. Бердичевского, Й. Бреннера, У. Н. Гнесина; исповедальная повесть стала основной литературной формой прозы на иврите XX века.
Кроме того, полемические статьи о литературе и о еврейской общественной жизни.

## Избранные произведения
- «Хофни-мечтатель» (цикл рассказов)
- «Куда?» («Леан?», повесть 1900)
- «Полное собрание сочинений Файерберга» (1902)

Первое собрание сочинений Фаерберга появилось в 1904 году. С тех пор вышли в свет десятки переизданий произведений писателя, наиболее полное — в Тель-Авиве в 1941. Повести и очерки Фаерберга выходили в переводах на разные языки: на идиш в Санкт-Петербурге (1903), Минске (1905), Киеве (1918), Варшаве и Нью-Йорке; на английском языке его произведения вышли в Филадельфии («Куда?» и другие повести", 1973), в Лондоне (1959). На русском языке «Полное собрание сочинений Файерберга» в переводе Г. Я. Красного вышло в Петербурге в 1902 г., собрание сочинений в переводе А. М. Гольдштейна — в 1918 г.